# 유병세
유병세는 인천광역시교육감을 지낸 대한민국의 전직 공무원, 정치인이다.